# Axel Andersen
Axel Sigurd Andersen (Copenhaguen, 20 de desembre de 1891 – Copenhaguen, 15 de maig de 1931) va ser un gimnasta artístic danès que va competir a començaments del segle xx.
El 1912 va prendre part en els Jocs Olímpics d'Estocolm, on va guanyar la medalla de bronze en el Concurs per equips, sistema lliure del programa de gimnàstica. En aquests mateixos Jocs fou trenta-tresè en el concurs complet individual.